# 高源
高源，字仲渊，元朝晋州（今河北晋州市）人。
高源幼年好学，對母亲孝顺，並擔任县吏。中统初年，担任卫辉路知事，升为齐河县尹。晋升为行台都事，至元十六年（1279年），宋朝灭亡后，担任佥江南浙西道提刑按察司事，因弹劾常州路达鲁花赤马恕夺民田及其他不法之事，一度被诬下狱。获释后，担任河间等路都转运副使，治理有方，使外逃盐户复业。至元二十四年（1287年），担任江东道劝农营田使。至元二十八年（1291年），升为都水监，开通惠河，与会通河相接。官至同知湖南道宣慰司事。七十七岁去世。其子高梦弼、高良弼、高公弼。